# Radioteleskop Piwnice

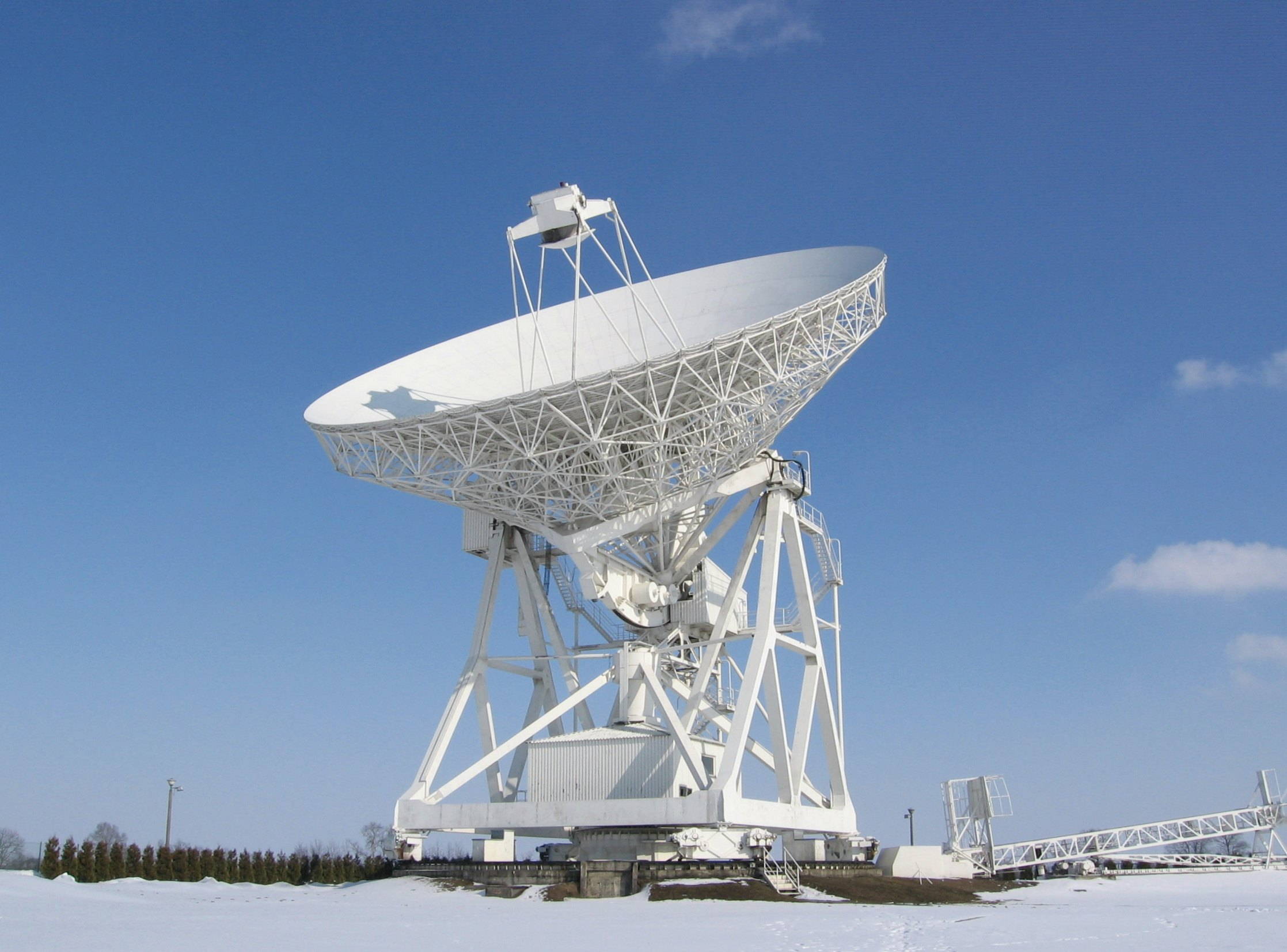
32-Meter-Radioteleskop

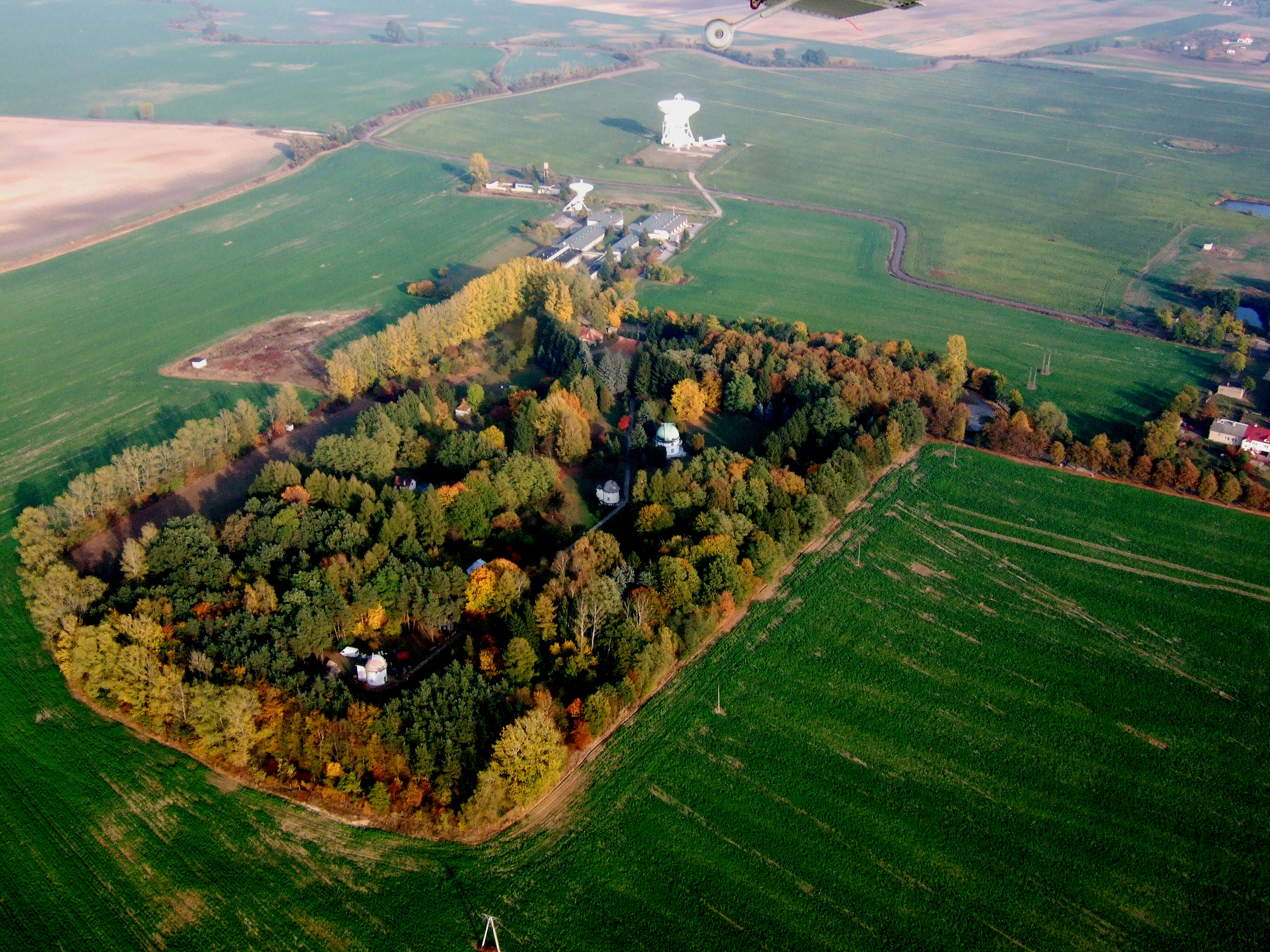
Umgebung, betreibendes Observatorium

Das Radioteleskop Piwnice ist ein 1994 in Piwnice (Piwnitz), Kujawien-Pommern, Polen fertiggestelltes Radioteleskop mit einem Antennendurchmesser von 32 Metern. Das Gewicht der von Zygmunt Bujakowski entworfenen Konstruktion beträgt 620 Tonnen.

## Geschichte
Die Eröffnung verdankt man den Bemühungen und der Arbeit von Władysław Dziewulski und Wilhelmina Iwanowska, wissenschaftlichen Mitarbeitern der Nikolaus-Kopernikus-Universität Toruń in Toruń. Im Jahre 1947 erhielten sie vom Harvard College Observatory einen Astrografen aus dem Jahr 1891.
Es wurde entschieden, ein Observatorium in der Ortschaft Piwnice, ca. 13 km nördlich von Toruń zu errichten. Zwischen Piwnice und Toruń befinden sich Wälder, die den Einfluss der Stadt auf die Messungen begrenzen.

## Ausstattung
Das Zentrum für Astronomie wurde in einem historischen Hofgebäude aus dem 19. Jahrhundert untergebracht. In der umliegenden Parkanlage wurde im Herbst 1947 mit dem Bau der ersten Kuppel begonnen. Darauf folgende Kuppeln mit optischen Teleskopen wurden in den 50er und 60er Jahren des 19. Jh. gebaut.
Aufgestellt sind unter anderen:
- ein Schmidt-Cassegrain mit 90 cm Durchmesser,
- ein Cassegrain mit 60 cm Durchmesser.

In den darauf folgenden Jahren konzentrierte sich das wissenschaftliche Profil immer mehr auf Radioastronomie. Deswegen wurden zwei bedeutendere Radioteleskope aufgestellt:
- das kleinere Radioteleskop mit 15 m Durchmesser wurde 1979 in Betrieb genommen,
- das größere Radioteleskop mit 32 m Durchmesser wurde 1994 in Betrieb genommen.

Beide Radioteleskope arbeiten in einem internationalen VLBI-Netzwerk.
Das Observatorium kann auch besichtigt werden.

## Ausgewählte Mitarbeiter
- Władysław Dziewulski – polnischer Astronom, Professor
- Wilhelmina Iwanowska – polnische Astronomin und Radioastronomin, Professorin

Ab 2003 nahm das Observatorium an dem EU-Projekt FARADAY teil (Durchsuchung des Himmels auf der Frequenz 30 GHz).